# Nørre Nebel
Nørre Nebel er en by i Sydvestjylland med 1.309 indbyggere  (2024), beliggende 8 km sydøst for Nymindegab, 12 km nordøst for Henne Strand, 24 km sydvest for Tarm og 23 km nordvest for Varde. Byen hører til Varde Kommune og ligger i Region Syddanmark.
Nørre Nebel hører til Nørre Nebel Sogn. Nørre Nebel Kirke ligger i byen.

## Faciliteter
- Blåbjergskolen har 553 elever, fordelt på 0.-9. klassetrin, og 98 ansatte. Blåbjerg Børneunivers rummer SFO'en Solsikken for børn i 0.-3. klasse og Juniorklubben for børn i 4.-6. klasse.[2]
- Byen har børnehaven Mælkevejen.
- Form & Fritid er Nørre Nebels idrætscenter, der har en sportshal med opstregning til 5 badmintonbaner, 2 volleyballbaner, indefodbold og håndbold. Desuden er der fitnesscenter, mødelokale, cafe og svømmehal med 3 bassiner: 25 m bassin med 28° vand, opdelt i svømme- og legezone, varmtvandsbassin på 80 m² med 34° vand, vandkanon, boblezone og massagedyser samt et soppebassin og sauna. Udendørs er der 2 grustennisbaner, krocketareal, multibane, flere fodbold- og håndboldbaner samt legeplads med hoppepude. 7 idrætsforeninger benytter centret.[3]
- Kjærs Hotel blev nedlagt i 2005. Byen fik derefter vandrerhjemmet Nr. Nebel Overnatning.
- Blåbjerg Pleje Og Aktivitetscenter, der drives af Danske Diakonhjem, har 38 boliger og 4 midlertidige boliger, fordelt på 4 boenheder.[4]
- Vestbanen kører tog til Varde og Esbjerg med timedrift hverdage og to-timers drift weekend og aften.
- Byen har 4 supermarkeder og mange specialforretninger samt slagter, pizzeria, pub, bibliotek, sparekasse, apotek, lægehus, tandlæger og dyrlæger.

## Historie
I 1879 beskrives Nørre Nebel således: "Nørre Nebel Kirke, beliggende noget sydvest for Byen af samme Navn". "Byen" er den såkaldte "Præsteby", der på det høje målebordsblad bestod af en halv snes ejendomme. Bebyggelserne Bolkjær og Hundhale ligger i dag inden for Nørre Nebels bygrænse.

### Kommunen
Lydum Sogn var anneks til Nørre Nebel Sogn og havde altså ikke egen præst. Nørre Nebel-Lydum pastorat blev grundlaget for Nørre Nebel-Lydum sognekommune, der fungerede indtil den ved kommunalreformen i 1970 indgik i Blåbjerg Kommune. Den blev ved strukturreformen i 2007 indlemmet i Varde Kommune.
Nørre Nebel var kommunesæde i Blåbjerg Kommune. Rådhuset lå på Torvet 5. Det blev solgt i 2006 til en køber, der ville bygge et feriecenter. Det blev ikke til noget, og huset har stået tomt i mange år. I 2019 købte Varde Kommune rådhuset tilbage for at rive det ned og udstykke grunden.

### Stationsbyen
Den store jernbanelov fra 1894 indeholdt en jernbane fra Varde til Nymindegab, som i slutningen af 1800-tallet stadig var en af de vigtigste fiskerihavne på vestkysten. Men da det blev stadig sværere at vedligeholde Ringkøbing Fjords udløb ved Nymindegab, mistede byen sin betydning, og Rigsdagen besluttede i 1900 at droppe det sidste stykke af banen mellem Nørre Nebel og Nymindegab. Så Nørre Nebel blev endestation på Varde-Nørre Nebel Jernbane, der blev åbnet i 1903. Den eksisterer stadig, nu under navnet Vestbanen.
I 1904 beskrives Nørre-Nebel således: "Nørre-Nebel (1275: Westernybøl, c. 1340: Nybyl), stor opvoksende Stationsby — 1/2 1901: 95 Huse og 516 Indb. —, ved Landevejen, med Kirke, Skole, Missionshus (opf. 1894), Forsamlingshus (opf. 1886), Apotek, Sparekasse (opr. 1869...Antal af Konti 1629), Møller, Andelsmejeri, Dampuldspinderi, Trikotagefabr., Ølbryggeri, Dampteglværk, Farveri, Bagerier, Købmandshdlr. osv., Markedsplads (Marked i April og Sept.), Kro, Jærnbane-, Telegraf- og Telefonst. samt Postkontor; Præstby, ved Landevejen, med Præstegd.;...Bolkjær;...Hundhale;" Det lave målebordsblad viser desuden en lægebolig.
I 1913-1940 var banen forlænget med strækningen Nørre Nebel-Tarm. I 1942 kom der alligevel jernbane fra Nørre-Nebel til Nymindegab, dog ikke en offentlig bane, men et sidespor, der kun måtte bruges af den tyske Værnemagt, som var ved at anlægge en stor fæstning i Nymindegab. Efter Besættelsen blev sporet brugt af det danske militær, og der har kørt veterantog på det. Sporet er nu afbrudt vest for Nørre Nebel Station, men fra Blåbjergvej vest for byen kan man køre på skinnecykel 6½ km til Nymindegablejren.
Ifølge folketællingen i 1930 levede af Nørre Nebels 549 indbyggere 18 af landbrug, 241 af industri, 83 af handel, 67 af transport, 33 af immateriel virksomhed, 58 af husgerning, 45 var ude af erhverv og 4 havde ikke givet oplysninger.

### Realskolen
Nr. Nebel Realskole eksisterede 1939-1974. Den fik til huse i en bygning på kommuneskolen. der var blevet overflødig, da den nye kommuneskole blev bygget.

## Sparekassen
Sparekassen for Nebel og Omegn, der blev grundlagt i 1869, har nu 54 medarbejdere. Foruden hovedsædet i Nørre Nebel har den filialer i Outrup, Lunde og Varde.

## Søkablet
På Industrivej 15 i Nørre Nebel overvåger en lille gruppe teknikere spændingen i det 15.295 km lange transatlantiske telefonkabel TAT-14, som går i land på Nymindegab Strand ude fra Atlanterhavet. Kablet blev taget i brug i 2001 og ejes af et internationalt konsortium på 50 teleselskaber. Kabelstationen administreres af Telia Carrier Denmark A/S, som har 12 ansatte og er et datterselskab i Telia-koncernen.